# Berlin–Angermünde–Berlin 1949
Berlin–Angermünde–Berlin 1949 war ein Eintagesrennen für Amateure. Es fand am 29. April über 155 Kilometer statt. Sieger wurde Kurt Plitt.

## Rennverlauf
Das Traditionsrennen Berlin–Angermünde–Berlin wurde 1949 von der SG Sturmvogel Berlin organisiert. Alle Spitzenfahrer der damaligen Ostzone waren am Start. Dazu kamen Radrennfahrer aus den Vereinen West-Berlins. Die Fahrer der B-Klasse erhielten eine Vorgabe von drei Minuten. Bei Eberswalde war das Handicap aufgeholt. An der Wendemarke setzte sich eine Gruppe von 25 Fahrern ab. Am Ziel in der Greifswalder Straße fuhr Kurt Plitt einen langen Sprint und gewann sicher.

## Ergebnis
| Platz | Fahrer           | Verein               | Zeit (h)     |
| ----- | ---------------- | -------------------- | ------------ |
| 01.   | Kurt Plitt       | SG Sturmvogel Berlin | 4:05:01 h    |
| 02.   | Gerhard Schulz   | SC Südring Berlin    | gl. Zeit     |
| 03.   | Werner Gräbner   | SG Berliner Bären    | gl. Zeit     |
| 04.   | Hans Schliebener | NRVg Luisenstadt     | gleiche Zeit |
| 05.   | Otto Trubach     | Lichterfelder SC     | gleiche Zeit |
| 06.   | Horst Weinschenk | SG Berliner Bären    | gleiche Zeit |
| 0 …   |                  |                      |              |